# Pasquale Liotta Cristaldi
Pasquale Liotta Cristaldi (Acireale, 7 marzo 1850 – Catania, 27 maggio 1909) è stato un pittore italiano.

## Biografia
Pasquale Liotta Cristaldi si formò a Napoli sotto Domenico Morelli. Dipinse quadri di genere storico e di paesaggio. Tra i dipinti storici, se ne trovano uno sul tema della Cospirazione degli esuli siciliani a Roma, contro Carlo V, che espose a Napoli nel 1877. A Torino espose il dipinto Artista in erba. A Milano, nel 1881, espose Studio dal vero, e a Roma, nel 1883, L'Abbandonata. Nel 1884 alla Mostra di Torino espose Vendetta; nel 1887 a Venezia, espose un Quartetto. 
Dipinse anche L'incubo di Elisabetta I con la decapitata Maria Stuarda.